# 자라프샨

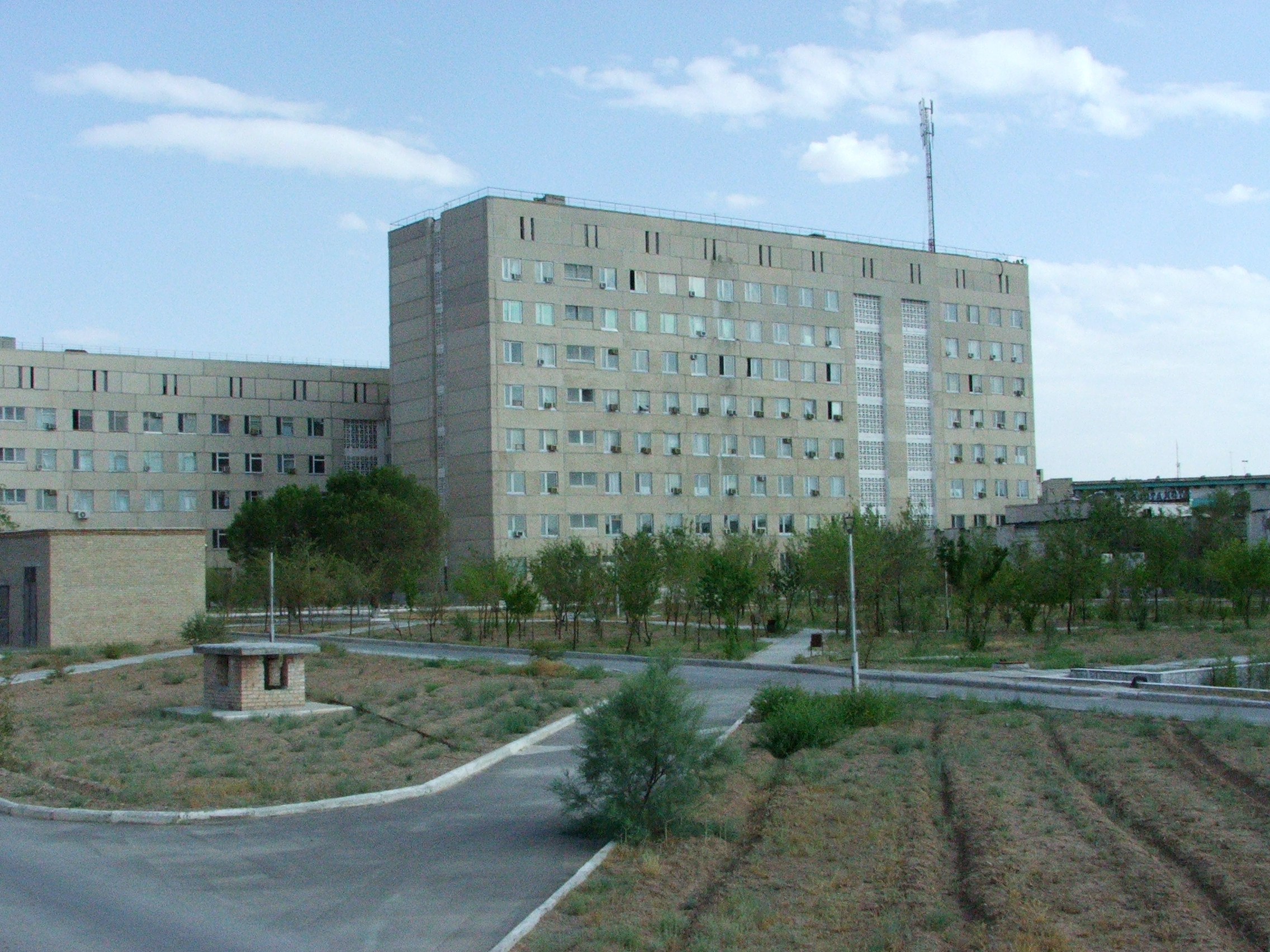

자라프샨(우즈베크어: Zarafshon, Зарафшон 자라프숀, 러시아어: Зарафшан)은 우즈베키스탄 나보이주의 도시로, 인구는 65,000명 이상이다. 키질쿰 사막에 위치하며 아무다리야강에서 220km에 달하는 배수로를 통해 물을 끌어들인다.